# Travis Lee
Travis Reynolds Lee, född den 26 maj 1975 i San Diego i Kalifornien, är en amerikansk före detta professionell basebollspelare som tog brons för USA vid olympiska sommarspelen 1996 i Atlanta.
Lee, som främst var förstabasman, spelade därefter nio säsonger i Major League Baseball (MLB) 1998–2006. Han spelade för Arizona Diamondbacks (1998–2000), Philadelphia Phillies (2000–2002), Tampa Bay Devil Rays (2003), New York Yankees (2004) och Tampa Bay igen (2005–2006). Totalt spelade han 1 099 matcher och hade ett slaggenomsnitt på 0,256, 115 homeruns och 488 RBI:s (inslagna poäng).